# Alocasia wentii
Alocasia wentii (ook wel 'olifantsoor' genoemd) is een plant die behoort tot de aronskelkfamilie (Araceae). Ondanks dat het een tropische plant is, is deze toch goed bestand tegen vorst, tot -12°C.

## Giftigheid
De plant is net als alle leden van deze familie giftig en mag nooit in aanraking komen met het gezicht.
Aan de bladeren ontstaan vaak vochtdruppels. Dit is overtollig suiker.